# Receptor programowanej śmierci 1

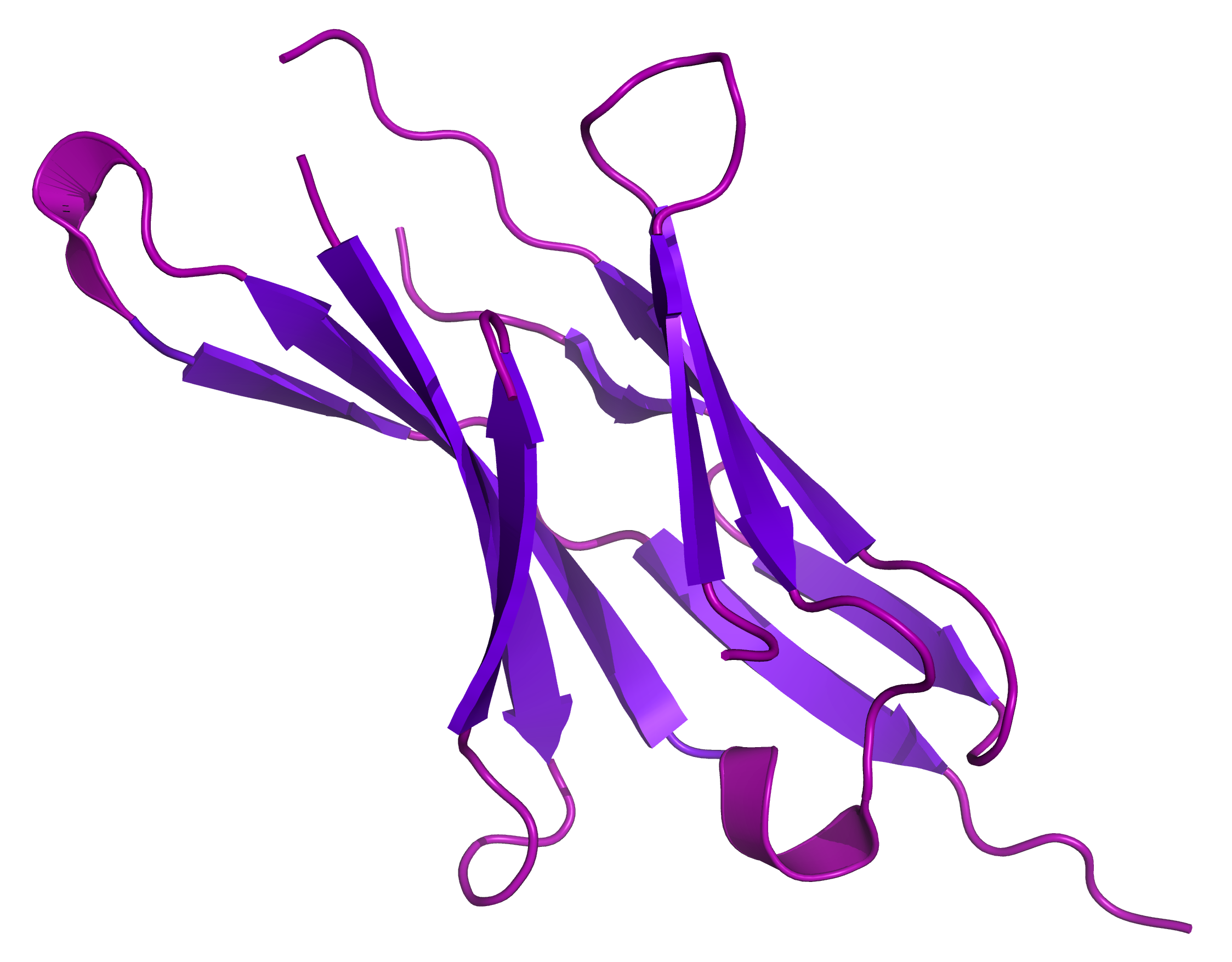
Trójwymiarowy model cząsteczki PD-1

Receptor programowanej śmierci 1 (ang. programmed death receptor 1, PD-1) – receptor białkowy ulegający ekspresji w limfocytach T, limfocytach B i monocytach/makrofagach. Jego związanie z ligandami PD-L1 i PD-L2 (inaczej odpowiednio CD274 i CD273) hamuje aktywację układu odpornościowego.
Cząsteczka zaliczana do onkogenów.
W wykazie kompleksów różnicowania receptor PD-1 figuruje jako CD279.

## Charakterystyka ogólna
Receptor PD-1 jest białkiem kodowanym u ludzi przez gen PDCD1, którego locus to 2q37.3. Składa się z 288 aminokwasów.

## Działanie
Wewnątrzkomórkowo za efekt wywołany przez PD-1 odpowiadają głównie fosfatazy z rodziny SHP. Uczestniczą w niej jednak także wewnątrzkomórkowa kinaza ZAP-70, czy kinaza białkowa B – AKT. W efekcie kaskady reakcji dochodzi do inaktywacji białka CD28, biorącego udział w symulacji międzykomórkowej, a w mniejszym stopniu inaktywowany jest także receptor TCR.
Komórki dendrytyczne są w stanie poprzez kompleks PD-L1/PD-1 indukować rozwój limfocytów T w stronę limfocytów T regulatorowych, zwiększać tolerancję limfocytów T na obce antygeny, lub prowadzić do apoptozy tych komórek. Analogiczne działanie wykazuje homolog receptora – PD-1H.
Ekspresja receptora wzrasta wraz z aktywowaniem limfocytów T, limfocytów B i monocytów. Cechuje także wejście komórki w stan wyczerpania (ang. exhaustion).
Oddziałuje silniej na komórki niż CTLA-4.
Uczestniczy także w tolerancji płodowej, gdzie ekspresja PD-L1 w komórkach trofoblastu hamuje limfocyty organizmu matki.
Układ PD-1/PD-L1 odgrywa rolę w dojrzewaniu limfocytów w grasicy oraz w selekcji limfocytów w miejscach uprzywilejowania immunologicznego (np. doczesna i siatkówka oka).
Szlak PD-1/PD-L1 jest głównym mechanizmem balansującym tolerancję immunologiczną limfocytów.
Ekspresja receptora PD-1 rośnie pod wpływem interleukin IL-3 i IL-10.

## Aspekty kliniczne

### Choroby nowotworowe
Cząsteczka PD-1, podobnie jak CTLA-4, jest odpowiedzialna za hamowanie odpowiedzi przeciwnowotworowej. Komórki nowotworowe wydzielają bowiem cytokiny, tj. TGF-β i przede wszystkim IL-10, które na limfocytach zwiększają ekspresję receptora PD-1, co zwiększa ich podatność na supresję, czy nawet apoptozę. W związku z tym uznaje się, że szlak PD-1/PD-L1 jest mechanizmem ucieczki komórek nowotworowych spod nadzoru immunologicznego.
Szlak PD-1/PD-L1 odgrywa kluczową rolę w terapii raka wątrobowokomórkowego przy użyciu Mi-RNA-374b.
Badania sugerują rolę receptora PD-1 w etiopatogenezie gruczolakoraka płuc.
Sugeruje się możliwe używanie inhibitorów szlaku PD-1/PD-L1 jako markerów diagnostycznych we wczesnej diagnozie raka piersi.

### Choroby autoimmunologiczne
Na modelu mysim dowiedziono, że nadekspresja receptora PD-1 na komórkach dendrytycznych i limfocytach B, osłabia postępy autoimmunologicznego zapalenia mózgu.
Potwierdzona jest także wyższa ekspresja PD-1 w limfocytach T regulatorowych u pacjentów ze stwardnieniem rozsianym.

### Choroby zakaźne
Ekspresja receptora PD-1 rośnie w zakażeniach bakteriami mycobacterium avium complex, co wynika z obniżonej sekrecji interleukiny IL-17.
W związku z wyczerpaniem limfocytów T w chorobach wirusowych, rośnie wtedy ekspresja PD-1. Udowodniony został jednak spadek ekspresji PD-1 po zastosowaniu terapii rytuksymabem u chorych z wirusowym zapaleniem wątroby typu C. Z podobnych przyczyn zachodzi także podniesiona ekspresja PD-1 na limfocytach T w wirusowym zapaleniu wątroby typu B.
Szlak PD-1/PD-L1 hamuje postępy kryptokokozy, ograniczając supresorowy wpływ limfocytów Th2 na mikroglej i makrofagi.

### Przeciwciała monoklonalne
W leczeniu przeciwciałami monoklonalnymi stosuje się następujące preparaty oddziałujące na układ PD-1/PD-L1:
- niwolumab (anty-PD-1) stosowany do leczenia czerniaków, raków płuc, nerki czy chłoniaku Hodgkina;
- atezolizumab (anty-PD-L1) stosowany do leczenia raka pęcherza moczowego;
- pembrolizumab (anty-PD-1) stosowany do leczenia czerniaka i nowotworów płuc.